# Filosofia hel·lenística
La filosofia hel·lenística és la filosofia grega del període hel·lenístic. El món hel·lenístic, resultat de les conquestes d'Alexandre el Gran, es va caracteritzar pel seu cosmopolitisme, refinament de l'art i l'especialització del coneixement en les diferents ciències. Amb la desaparició de les polis com a model de convivència, molts filòsofs es van refugiar al territori de la intimitat i la felicitat individual. Per això els corrents principals de pensament d'aquesta època (epicureisme, estoïcisme, i escepticisme) van posar l'èmfasi en la filosofia moral.

## Trets bàsics
Per a la filosofia d'aquest període:
- Canvia el concepte d'«home»: Aristòtil parlava d'un «animal cívic», perquè només la polis era autosuficient i només en ella s'hi podia realitzar plenament. Enfonsada la polis, l'ésser humà és entès més aviat com «animal social», el marc de referència del qual és la natura i la humanitat, reclamant per a ell l'autosuficiència i autonomia que abans es reconeixia a la ciutat.
- Per la inestabilitat de l'època, la seguretat personal i la felicitat individual esdevenen les grans aspiracions del moment.
- Es cerca la seguretat prenent com referència les lleis inalterables de la Natura, del Cosmos. S'elabora una nova física i una nova ètica de caràcter naturalista i cosmopolita.
- Les filosofies estoica i epicúria de l'època sistematitzen bona part de llurs doctrines, però queden subordinades als fins pràctics de l'existència: «savi» no és només qui sap sinó «qui sap viure».
- La filosofia ara es concep com un saber unitari, dividit en lògica, física i ètica, però amb una finalitat fonamentalment moral. A l'especulació abstracta li manca valor.
- En aquesta època floreixen diverses escoles. Hi ha moltes influències mútues però també moltes polèmiques. Això explica l'eclecticisme que vindrà a continuació.

## Escoles filosòfiques hel·lenístiques

### Platonisme
És el nom donat a la doctrina filosòfica desenvolupada pels seguidors de Plató a partir del segle i aC que arribà a ser el moviment intel·lectual dominant durant els primers segles, afavorit per la influència poderosa que exercí sobre el cristianisme i el judaisme.
El concepte central d'aquest grup fou el món de les idees. Al segle iii aC, Arcesilau de Pítana adopta l'escepticisme, que es feu un principi central de l'escola fins al 90 aC, quan Antíoc d'Ascaló afegí elements de l'estoïcisme i rebutjà l'escepticisme i el pensament platònic i aristotèlic.
El platonisme ha influït en sectors del pensament religiós, de manera que s'arriba a creure que certs ritus, pensaments i doctrines hi estan basats. Així doncs, per exemple, Sant Agustí creia que mitjançant Plató es podia articular teològicament la fe cristiana, com havia intentat Filó d'Alexandria amb el judaisme. Amb l'adopció del misticisme oriental al segle iii, el platonisme es convertí en neoplatonisme. Molt de temps després, en el Renaixement, ressorgí com un moviment en reacció contra l'aristotelisme escolàstic que imperà a finals de l'edat mitjana, sobretot a l'Acadèmia Platònica de Florència segle xv.
Els autors més rellevants d'aquesta escola són:
- Plató (427/428– 347 aC)
- Espeusip (407-339 aC)
- Xenòcrates (396-314 aC)
- Arcesilau (316-232 aC)
- Carnèades (214-129 aC)
- Antíoc d'Ascaló (130-68 aC)
- Plutarc (46-120 dC)

### Peripateticisme

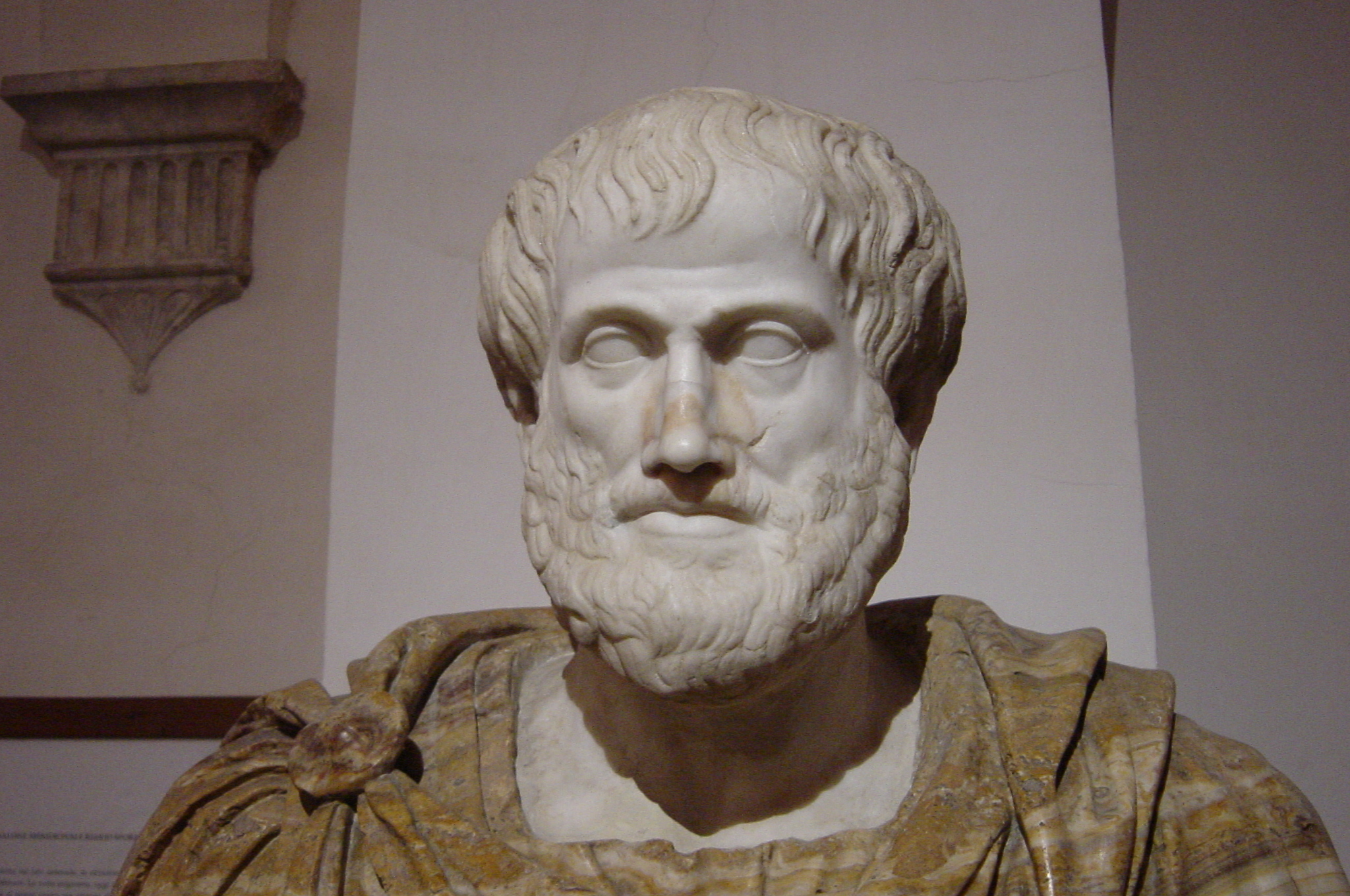
Bust d'Aristòtil; conservat al Palau Altaemps, Roma.

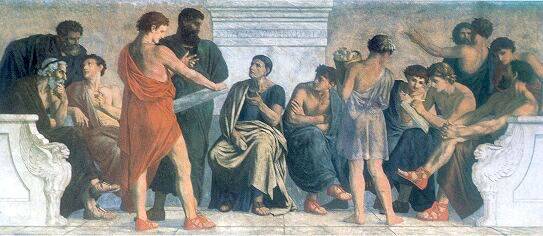
Escola d'Aristòtil, per Gustav Adolph Spangenberg.

L'escola peripatètica fou un cercle filosòfic de l'Antiga Grècia. Bàsicament seguia els ensenyaments d'Aristòtil, el seu fundador, i peripatètic és el nom donat als seus seguidors. El nom de l'escola procedeix del mot grec περιπατητικός que significa 'ambulant' o 'itinerant'. Aristòtil fundà l'escola peripatètica el 335 aC quan va obrir la seva primera escola filosòfica al Liceu d'Atenes. Això pot procedir o bé pels portals coberts del Liceu coneguts com a perípatoi o bé pels enreixats elevats sota els quals caminava Aristòtil mentre llegia.
El més famós membre de l'escola peripatètica després d'Aristòtil fou Estrató de Làmpsac, qui incrementà els elements naturals de la filosofia d'Aristòtil i abraçà una forma d'ateisme. Ells advocaren per l'examen del món per comprendre la fundació última de les coses.
Alguns autors rellevants són:
- Aristòtil (384-322 aC)
- Teofrast (371-287 aC)
- Estrató de Làmpsac (335-269 aC)
- Alexandre d'Afrodísies (c. 200 dC)
- Demetri de Falèron (350-282 aC)
- Licó de Troas
- Aristoxen de Tàrent (segle IV aC)
- Eudem de Rodes (segle IV aC)
- Sàtir (segle III aC)
- Andrònic de Rodes (segle I aC)

### Cinisme

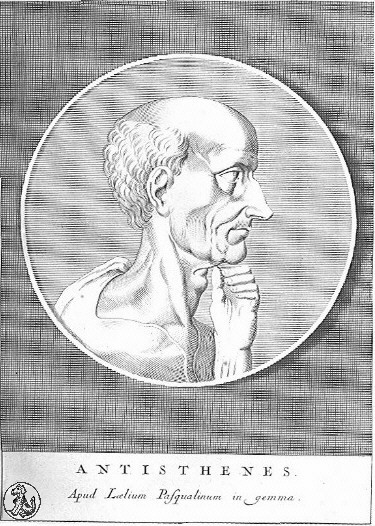
Antístenes.

Es denomina cinisme (del grec κυων, 'gos') denominació despectiva per la seva frugal manera de viure, a l'escola fundada a Grècia durant la segona meitat del segle iv aC. Antístenes fou el seu fundador i Diògenes de Sinop un dels seus filòsofs més reconeguts i representatius de la seva època. Van reinterpretar la doctrina socràtica considerant que la civilització i la seva forma de viure era un mal i que la felicitat venia donada seguint una vida simple i d'acord amb la natura. L'home portava en si mateix ja els elements per ser feliç i conquerir la seva autonomia era de fet el vertader bé. D'aquí el menyspreu a les riqueses i a qualsevulla forma de preocupació material. L'home amb menys necessitats era el més lliure i el més feliç. Figuren en aquesta escola, a més dels ja citats, Crates de Tebes, deixeble de Diògenes, la seva dona Hipàrquia i Mènip de Gàdara.
Els cínics foren famosos per llurs excentricitats, de les quals narra moltes Diògenes Laerci, i per la composició de moltes sàtires o diatribes contra la corrupció dels costums i els vicis de la societat grega del seu temps, practicant una actitud moltes vegades irreverent, l'anomenada anaideia. Certs aspectes de la moral cínica van influir en l'estoïcisme, emperò, si bé l'actitud dels cínics és crítica respecte dels mals de la societat, la dels estoics és de mera indiferència.
- Antístenes d'Atenes (445-365 aC)
- Diògenes de Sinop (412-323 aC)
- Crates de Tebes (365-285 aC)
- Hipàrquia (346–300 aC)
- Mènip de Gàdara (c. 275 aC)
- Demetri el Cínic (10-80 dC)

### Escola cirenaica

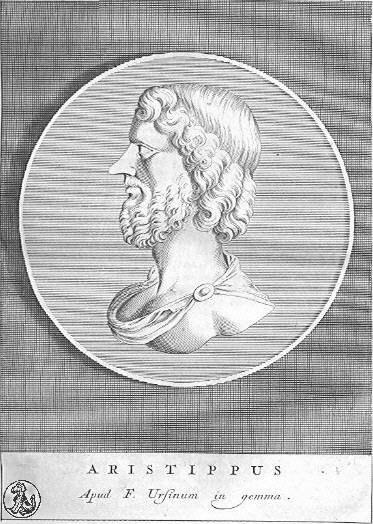
Aristip de Cirene.

L'escola cirenaica fou una escola filosòfica ultra-hedonista fundada per Aristip de Cirene, deixeble de Sòcrates al segle v aC, emparentada amb les escoles megàrica i cínica. Els cirenaics s'ocuparen fonamentalment de qüestions d'ètica. En la seva opinió, el bé s'identifica amb el plaer, tot i que aquest ha d'entendre's també com plaer espiritual. La felicitat humana, segons Aristip, consisteix a lliurar-se de tota inquietud, essent la via per aconseguir-ho l'autarquia.
En teoria del coneixement, els cirenaics defensaren una posició sensualista (l'única font de coneixement són els sentits) i subjectivista (no hi ha més coneixement que el coneixement individual). Els seguidors d'Aristip allargaren els ensenyaments del seu mestre fins al període hel·lenístic. Ciceró i altres autors narren que les lliçons donades per Hegèsies de Cirene a Alexandria foren causa de tants suïcidis que Ptolemeu I hagué de prohibir la seva continuïtat.
- Aristip de Cirene (435-360 aC)
- Ptolemeu d'Etiòpia
- Antípater de Cirene (segle IV aC)
- Aristip el Jove
- Teodor l'Ateu
- Hegèsies de Cirene

### Epicureisme

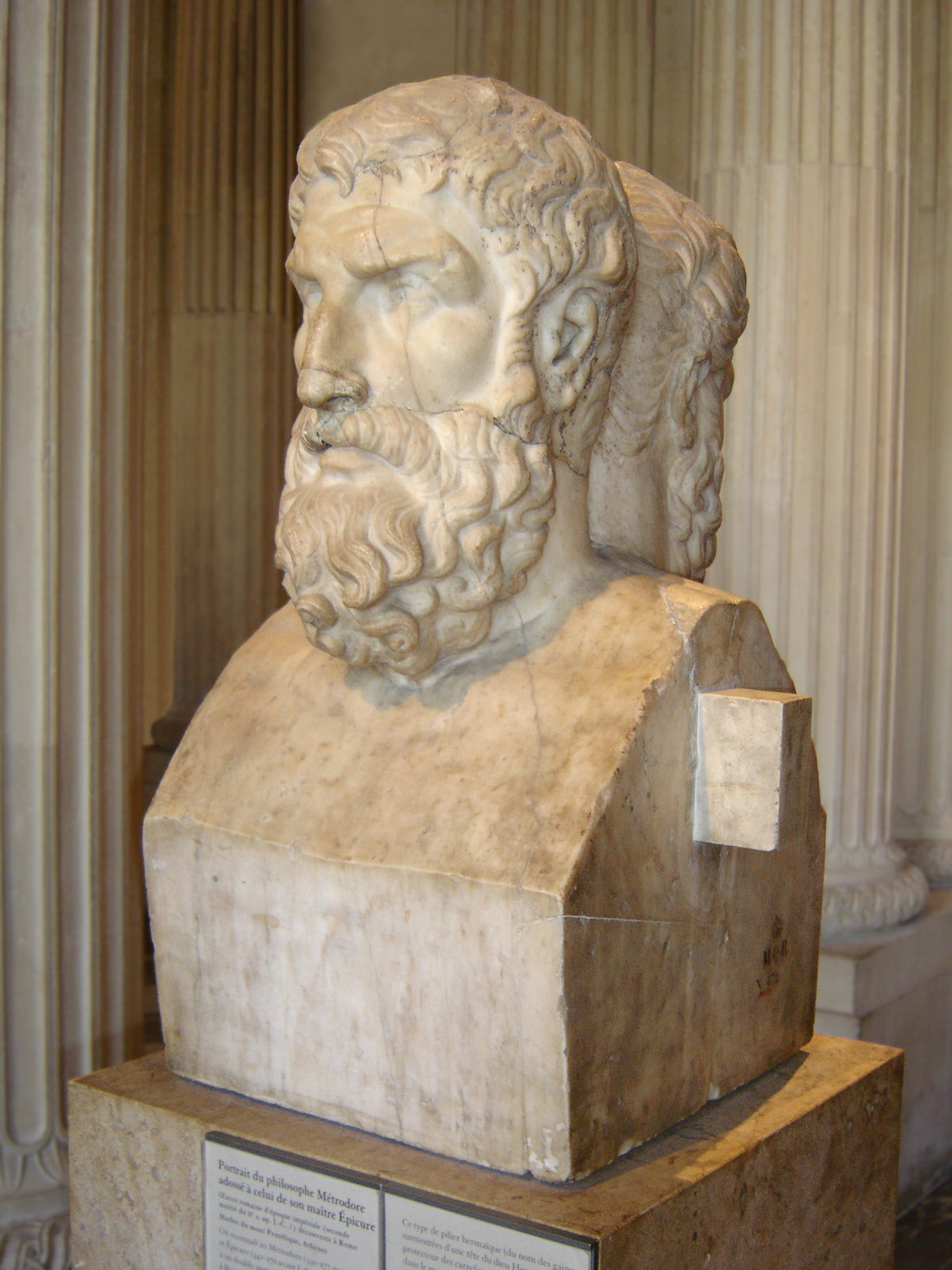
Epicur.

L'epicureisme és un sistema filosòfic ensenyat per Epicur, filòsof atenenc del segle iv aC i seguit després per altres filòsofs, anomenats epicuris. L'any 306 aC Epicur va adquirir una propietat anomenada El Jardí als afores d'Atenes i hi fundà la seva escola de filosofia. Formada tant per homes com per dones (gran novetat en les escoles gregues), hi visqué aïllat de la vida política i de la societat, practicant l'amistat i la vida estètica i de coneixement.
Epicur proposava la realització de la vida bona i feliç mitjançant l'administració intel·ligent de plaers i dolors, l'ataràxia i els vincles d'amistat entre els seus correligionaris. Aquest plaer no havia de limitar-se només al cos, com preconitzava l'hedonisme cirenaic, sinó que havia de ser també intel·lectual, atès que l'home és un tot. A més a més, per a Epicur la presència del plaer o felicitat era un sinònim de la manca de dolor, o de qualsevol tipus d'aflicció: la fam, la tensió sexual, l'avorriment, etc. Era un equilibri perfecte entre la ment i el cos que proporcionava la serenitat, que ells denominaven ataràxia. Veien l'univers governat per la casualitat, sense la interferència de déus. Eren els principals rivals de l'estoïcisme, fins que ambdues filosofies van morir al segle iii.
- Epicur (341-270 aC)
- Metrodor de Làmpsac el Jove (331-278 aC)
- Hermarc (segle IV - segle iii aC)
- Gai Amafani (segle II - segle I aC)
- Caci (segle II-segle I? - 50s-40s aC?)
- Zenó de Sidó (segle I aC)
- Filodem de Gàdara (110-40 aC)
- Lucreci (99-55 aC)
- Hadrià (76-138 dC)
- Diògenes d'Enoanda (segle I? - segle ii)

### Estoïcisme

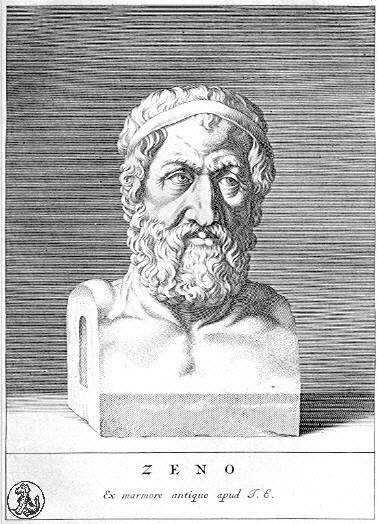
Zenó de Cítion.

L'estoïcisme fou fundat per Zenó de Cítion, que es traslladà a Atenes el 311 aC, i després de prendre contacte amb la filosofia cínica i megàrica, creà una escola en una stoà, un pòrtic, paraula d'on deriva "estoïcisme". Zenó escrigué nombroses obres, com De la vida conforme a la natura, Dels universals, Arguments dialèctics o De les passions. Quan Zenó mor el 261 aC es fan càrrec de l'escola Cleantes i Crisip de Soli. Aquest últim va dirigir-la des del 232 aC fins a la seva mort, el 208 aC. Crisip fixà el cànon de l'estoïcisme, perfeccionà les investigacions lògiques i sistematitzà els ensenyaments de Zenó, arribant a ser tal la seva fama i importància que es deia que sense Crisip no hi hauria hagut l'stoà. Malauradament de la seva obra han sobreviscut només uns fragments.
Després de Crisip dirigiren l'escola Diògenes de Babilònia i Antípater de Tars, començant l'època denominada estoïcisme mitjà i les figures principals del qual foren Paneci de Rodes (185-109 aC) i Posidoni, que aconseguiren difondre'l entre els romans i que en l'època imperial fou desenvolupat per Sèneca (4 aC-65 dC), Epictet de Hieràpolis (50-130 dC) i l'emperador Marc Aureli (121-180 dC).
Els estoics varen dividir la filosofia en tres parts: la lògica (teoria del coneixement i de la ciència), la física (ciència sobre el món i sobre les coses) i la moral (ciència de la conducta). Totes elles es refereixen a aspectes d'una mateixa realitat: l'univers en el seu conjunt i el seu coneixement. Això pot ser explicat i comprès globalment perquè és una estructura organitzada racionalment de la qual el propi home n'és part integrant.
- Zenó de Cítion (333-263 aC)
- Aristó de Quios (300 aC?)
- Cleantes (331-232 aC)
- Crisip de Soli (280-207 aC)
- Zenó de Tars (segle III aC)
- Paneci de Rodes (185-110 aC)
- Posidoni (135-51 aC)
- Ciceró (106-43 aC)
- Epictet de Hieràpolis (55-135 dC)
- Sèneca (4-65 dC)
- Marc Aureli (121-180 dC)

### Pirronisme

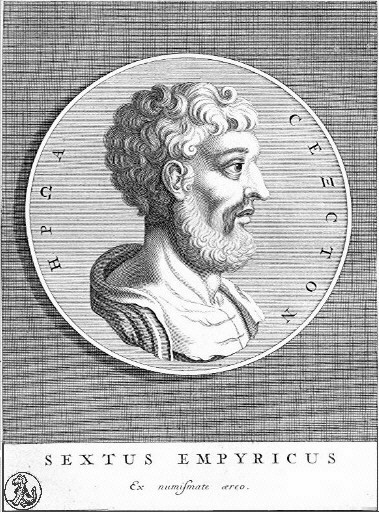
Sext Empíric.

El pirronisme o l'escola escèptica comença amb Pirró d'Elis el segle iii aC i continua amb Enesidem al segle i aC. Els escèptics pirrònics tenien com principi el posar en dubte tot el que fos donat generalment com veritat.
- Pirró d'Elis (365-275 aC)
- Timó de Fliunt (320-230 aC)
- Enesidem (segle I aC)
- Sext Empíric (segle II)

### Eclecticisme

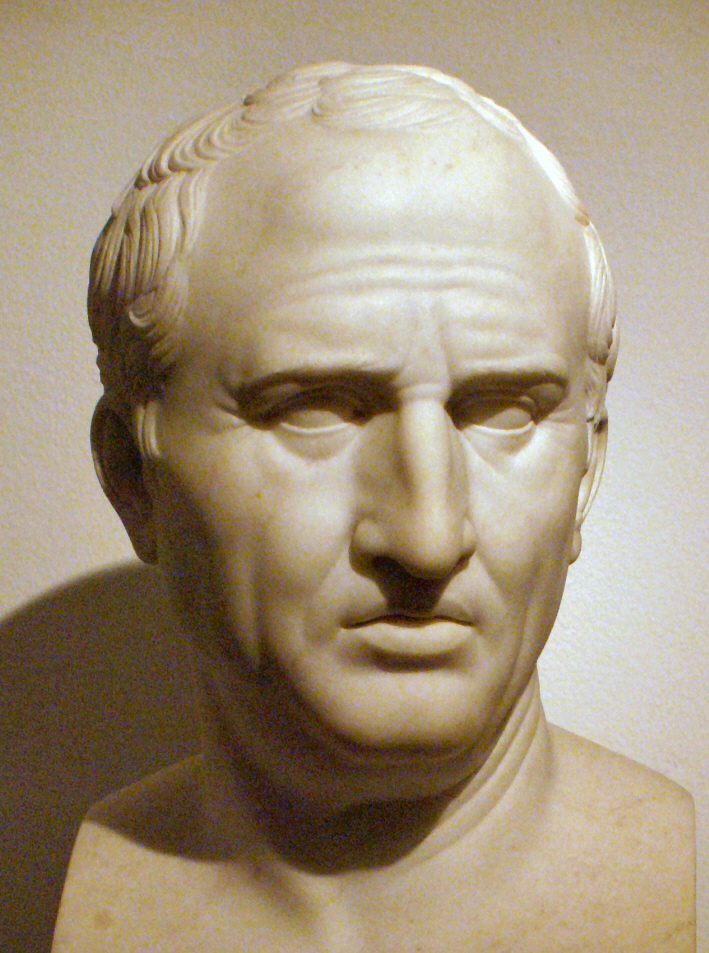
Bust de Ciceró.

L'eclecticisme (del grec eklegein, 'escollir') és en filosofia l'escola de pensament que es caracteritza per escollir (sense principis determinats) concepcions filosòfiques, punts de vista, idees i valoracions entre les altres escoles que s'assumeix que poden arribar a ser compatibles de forma coherent, combinant-les i mesclant-les tot i que el resultat pugui ser sovint contraposat sense arribar a formar un tot orgànic.
L'eclecticisme es desenvolupà a Grècia a partir del segle ii aC com una forma de sintetitzar les grans troballes intel·lectuals de la filosofia clàssica anterior dels presocràtics, Plató i Aristòtil. Per exemple, Antíoc d'Ascaló compaginà l'estoïcisme i l'escepticisme, i Paneci de Rodes basà el seu pensament en el platonisme i l'estoïcisme.
Els pensadors romans, que mai no desenvoluparen un sistema filosòfic propi, van inclinar-se per aquest tipus de pensament: Ciceró, per exemple, que assimilà teories de l'estoïcisme, de l'escepticisme i dels peripatètics, sense considerar la seva desunió essencial. Entre els cristians, Climent d'Alexandria i Orígenes combinaren la metafísica grega i les idees judeocristianes de les Santes Escriptures. Ja a l'edat mitjana tardana, el mestre de la Devotio Moderna el Mestre Eckhart formulà un sistema de filosofia cristiana basat en Aristòtil, els seus comentaristes àrabs medievals, el neoplatonisme i la càbala o mística hebrea.
- Paneci de Rodes (185-110 aC)
- Antíoc d'Ascaló (150-68 aC)
- Posidoni (135-21 aC)
- Ciceró (106-43 aC)

### Neopitagorisme
El neopitagorisme fou el moviment filosòfic hel·lenístic i grecollatí que pretenia revitalitzar els ensenyaments de Pitàgores entre mitjan segle i i el segle iii. Pitàgores fundà una societat ètico-religiosa que tingué el seu auge sobretot a la Magna Grècia durant el segle v aC segons la qual la substància de les coses s'esvaeix en número, existeix la transmigració de les ànimes, que són immortals, i ha de practicar-se en aquesta vida un cert nombre de normes ascètiques; aquests ensenyaments crearen l'escola dels anomenats pitagòrics, però després desaparegué gairebé completament al segle iv amb l'auge de la filosofia clàssica a Atenes.
Tanmateix, a mitjans del segle i aC hi hagué un moviment que pretengué restaurar la filosofia, l'ètica i el misticisme pitagòrics. El primer d'aquests neopitagòrics fou el filòsof romà Publi Nigidi Fígul, que visqué a Alexandria a mitjans d'aquest segle i fou amic de Ciceró. D'altres romans seguiren aquestes idees, amb figures com Vatini i els Sextians; també fou un important neopitagòric Moderat de Gades, però fou a Alexandria on es concentraren els filòsofs neopitagòrics més actius, perllongant-se aquest corrent durant els segles ii i iii de l'era cristiana i estenent-se des d'allà a tot l'Imperi. A Alexandria, a més a més, aparegué un conjunt d'escrits que es van atribuir als antics pitagòrics, els Versos Auris, així com unes cartes que es creien escrites pel mateix Pitàgores, tot i que pel que sembla ell mai no deixà res escrit.
Els neoplatònics i els pitagòrics feren causa comuna per oposar el seu propi sistema de regeneració espiritual al cristianisme a conseqüència d'això arribaren a una certa mixtura eclèctica, de manera que totes dues doctrines s'interpenetraren, assimilant a més altres elements platònics, aristotèlics, estoics i orientals. Tal vegada per això les doctrines pitagòriques degeneraren amb freqüència en astrologia, xarlatans, superstició, màgia i bruixeria, i acabaren per atribuir-se a les figures de Pitàgores i Apol·loni de Tíana tota mena d'històries fabuloses i llegendes que pretenien fer d'ambdues figures personatges sants, miraclers, prodigis i gairebé fantàstics, com es deixa veure en les Vides que d'aquests personatges es conserven, per exemple la Vida d'Apol·loni de Filòstrat d'Atenes, escrita amb l'afany de rivalitzar amb els Evangelis. El neopitagorisme, doncs, es desfigura i acaba per esvair-se al Corpus hermeticum d'Hermes Trismegist.
- Publi Nigidi Fígul (98-45 aC)
- Apol·loni de Tíana (40-120 dC)
- Moderat de Gades (segle i)
- Numeni d'Apamea (segle ii)
- Nicòmac Gerasè (60-120 dC)
- Filòstrat d'Atenes (170-249 dC)

### Neoplatonisme

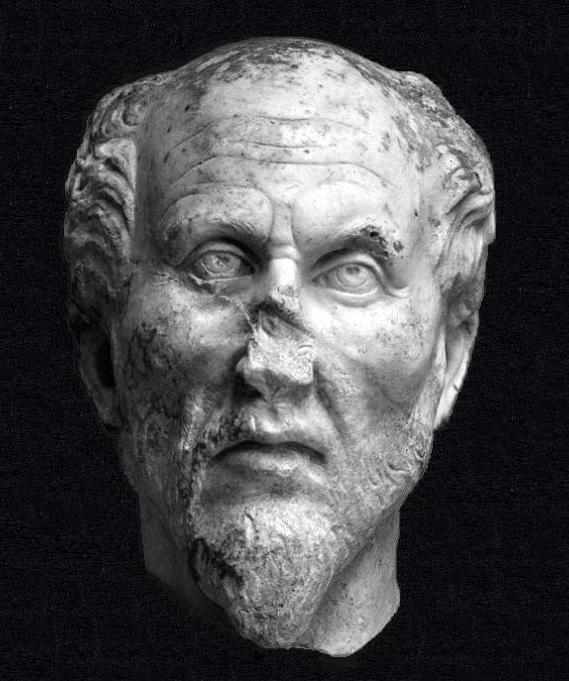
Plotí.

El neoplatonisme és un sistema filosòfic que va néixer a l'Alexandria del segle iii, i que fou ensenyat a diferents escoles fins al segle vi. És l'última manifestació del platonisme antic, i constitueix una síntesi d'elements molt diferents, amb aportacions de les doctrines filosòfiques de Pitàgores, Aristòtil, Zenó de Cítion i sobretot de Plató.
El fundador de la doctrina sembla haver estat Ammoni Saccas. Plotí, el seu representant més important, romangué onze anys juntament amb ell abans de professar la seva doctrina a Roma a partir del 244. El seu deixeble Porfiri redactà les seves lliçons i les publicà, reunides en sis Ennèades, i prengué la direcció de l'escola a la fi del segle iii. Iàmblic de Calcis, que havia estat l'editor de Porfiri a Roma, fundà l'escola de Síria i ensenyà a Apamea. Un dels seus deixebles, Edesi de Capadòcia, fundà l'escola de Pèrgam. La tradició filosòfica del neoplatonisme es mantingué al segle v i fou ensenyada a partir del 400 a l'escola d'Atenes, per Plutarc d'Atenes, un dels successors del qual fou Procle.
L'escola d'Atenes fou clausurada el 529 per un edicte de Justinià I, Damasci i Simplici es refugiaren a Pèrsia. L'escola d'Alexandria, que després de la mort d'Hipàcia (415) s'havia allunyat del neoplatonisme i que al segle vi havia àdhuc arribat a ser un focus de resistència a les doctrines neoplatòniques, va perdurar, emperò. És rellevant com neoplatònic Sinesi de Cirene, de qui ens han quedat com a fonts indirectes de la figura de la seva mestra Hipàcia les cartes dirigides a ella, així com alguns altres manuscrits.
Segons els neoplatònics, el principi de tot allò existent és l'absolut, l'U, realitat suprema, de la qual sorgeixen totes les altres realitats per emanació. El primer ésser emanat de l'U és el Logos, anomenat també Verb, Intel·ligència, que conté les idees de les coses possibles. Després, la Intel·ligència engendra l'Ànima, principi del moviment i de la matèria. L'U, la Intel·ligència i l'Ànima són les tres hipòstasis de la Trinitat neoplatònica.
Plotí, al segle iii, transformà la teoria de les formes de Plató per donar lloc a un neoplatonisme. La seva concepció de la gradació de l'Ésser (de l'«U» a la matèria) oferí al cristianisme una varietat d'enllaços i fou la filosofia dominant a l'acabament de l'Antiguitat.
- Plotí (205-270 dC)
- Porfiri (233-309 dC)
- Iàmblic de Calcis (245-325 dC)